# Samosiewy

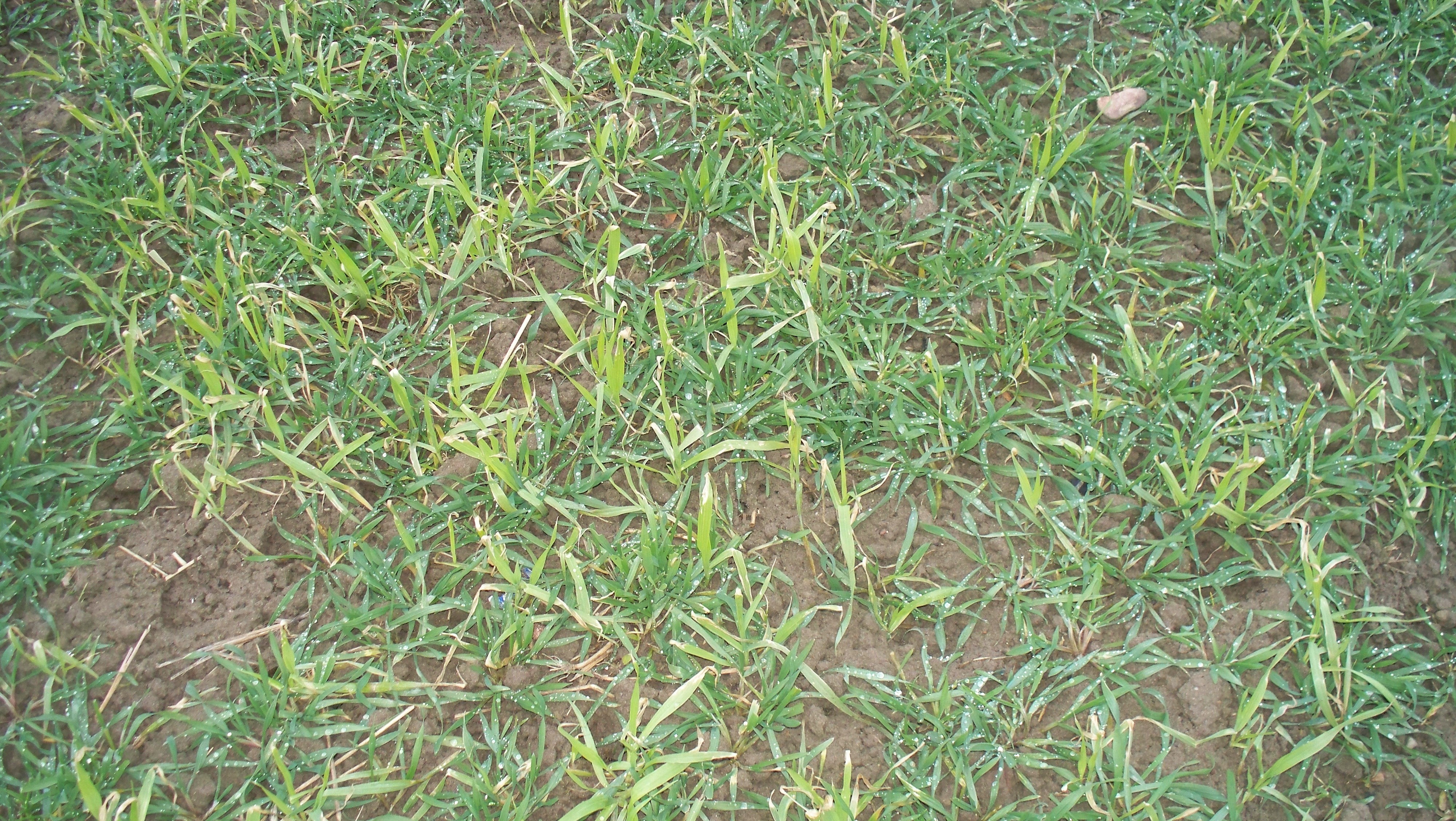
Chwasty - jęczmień i owies w uprawie żyta

Samosiewy – rośliny uprawne, które znajdują się i są zbędne w roślinie uprawnej. Są traktowane jako chwasty.